# Centro de Ciências da Saúde da Universidade Federal do Rio de Janeiro
O Centro de Ciências da Saúde (CCS) da Universidade Federal do Rio de Janeiro (UFRJ) compõe unidades de ensino, pesquisa e extensão desta universidade. É composto por 28 unidades e órgãos suplementares, tendo um total de 17 000 alunos nos cursos de graduação e pós-graduação, 6 000 professores e técnico-administrativos.

## Unidades
- Escola de Educação Física e Desportos (EEFD)
- Escola de Enfermagem Anna Nery (EEAN)
- Faculdade de Farmácia (FF)
- Faculdade de Fisioterapia (FFisio)
- Faculdade de Medicina (FM)
- Faculdade de Odontologia (FO)
- Instituto de Biologia (IB)
- Instituto de Ciências Biomédicas (ICB)
- Instituto de Estudos em Saúde Coletiva (IESC)
- Instituto de Microbiologia Paulo de Góes (IMPG)
- Instituto de Nutrição Josué de Castro (INJC)
- Instituto NUTES de Educação em Ciências e Saúde (NUTES)

## Órgãos suplementares
- Instituto de Atenção Primária de Saúde São Francisco de Assis (HESFA)
- Instituto de Biodiversidade e Sustentabilidade (NUPEM)
- Instituto de Biofísica Carlos Chagas Filho (IBCFF)
- Instituto de Bioquímica Médica Leopoldo de Meis (IBqM)
- Instituto do Coração Edson Abdalla Saad (ICEAS)
- Instituto de Doenças do Tórax (IDT)
- Instituto de Ginecologia (IG)
- Instituto de Neurologia Deolindo Couto (INDC)
- Instituto de Pesquisas de Produtos Naturais Walter Mors (IPPN)
- Instituto de Psiquiatria (IPUB)
- Instituto de Puericultura e Pediatria Martagão Gesteira (IPPMG)
- Hospital Escola São Francisco de Assis (HESFA)
- Hospital Universitário Clementino Fraga Filho (HUCFF)
- Maternidade-Escola
- Núcleo de Bioética e Ética Aplicada (NUBEA)
- Núcleo de Enfrentamento e Estudos de Doenças Infecciosas Emergentes e Reemergentes (NEEDIER)

## Decanos
1. Carlos Cruz Lima: 1969-1972
2. Carlos Chagas Filho: 1973-1975
3. Bruno Alípio Lobo: 1975-1981
4. Lauro Sollero: 1981-1982
5. Wigand Joppert Filho: 1983-1985
6. César Martins de Oliveira: 1985-1990
7. Nilma Santos Fontanive: 1990-1994
8. Vera Lúcia Rabello C. Halfoun: 1994-1998
9. Sergio Eduardo Longo Fracalanzza: 1998-2002
10. João Ferreira da Silva Filho: 2002-2006
11. Almir Fraga Valladares: 2006-2010
12. Maria Fernanda Santos Quintela da Costa Nunes: 2010-2018
13. Luiz Eurico Nasciutti: gestão atual